# Myriam Mondragón Ceballos
Myriam Mondragón Ceballos (Ciudad de México, 5 de septiembre de 1963) es una física e investigadora del Instituto de Física de la UNAM, en el Departamento de Física Teórica.

## Estudios
La doctora Mondragón estudió la licenciatura en Física por la Facultad de Ciencias de la UNAM, de la que se tituló con el trabajo titulado "Monopolos Magnéticos en Teorías de Yang-Mills". En 1991 obtuvo el grado de doctora en física teórica de partículas elementales en la Universidad de Oxford, en Inglaterra, bajo la tutoría de Graham Ross, donde trabajó en las posibilidades fenomenológicas de las compactificaciones de las supercuerdas. Realizó estancias posdoctorales en la Universidad Técnica de Múnich, en Garching, Alemania, donde pudo colaborar con el profesor Hans Peter Nilles, gracias al apoyo de la beca que obtuvo por parte de la Fundación Alexander von Humboldt; también en la Universidad de Heidelberg, en el Instituto de Física Teórica, donde colaboró con el profesor M. Schmidt, y en la Universidad de Bonn.

## Trabajo de investigación y docencia
Durante su estancia en Múnich, la doctora Mondragón publicó el artículo Finite unified models, trabajo que predijo que la masa del quark top era de 178.8 GeV, misma que fue confirmada posteriormente.
Se incorporó al Instituto de Física de la UNAM en 1996. Sus líneas de investigación incluyen la física de altas energías y teoría del campo, así como la cosmología. Concretamente, en las simetrías del sabor en modelos con un sector de Higgs extendido, inflación y supergravedad, las propiedades de renormalización de teorías del campo con dimensiones espacio-temporales extra, por mencionar algunas. Su trabajo es relevante en las áreas de reducción de acoplamiento, simetrías discretas, supersimetría y astropartículas.
Formó parte de la predicción del valor de la masa del bosón de Higgs con la extensión de los requerimientos de finitud del sector de rompimiento suave de la supersimetría. En su artículo The flavor symmetry, asume que los campos de Higgs y fermiones pertenecen al grupo de permutaciones S3. Sus aportaciones teóricas han sido consideradas para colaboraciones experimentales, como es el caso de su contribución en el Report from Working Group 2: Higgs physics at the HL-LHC and HE-LHC, en donde se reportan los posibles alcances y oportunidades en la física del Higgs en el High Luminosity Large Hadron Collider.
Ha sido profesora en la Facultad de Ciencias y en el Posgrado de Ciencias Físicas, ambos de la UNAM. Ha sido mentora en la APS Conferences for Undergraduate Women in Physics (CUWIP).  

## Premios y distinciones
En 2003 recibió el Premio de Investigación en Ciencias Exactas, otorgado por la Academia Mexicana de Ciencias. En 2021 fue galardonada con la Medalla de la División de Partículas y Campos, otorgada por la Sociedad Mexicana de Física.